# Déesse-mère de Saint-Aubin-sur-Mer
Vous lisez un « bon article » labellisé en 2022.
La déesse-mère de Saint-Aubin-sur-Mer est une statue gallo-romaine trouvée dans la commune éponyme en 1943, lors de travaux de terrassement liés à la construction d'éléments du mur de l'Atlantique. Par chance, les travaux sont suivis par un officier de la Wehrmacht par ailleurs instituteur, Eugen Eblé, qui parvient à lever des plans des substructions mises au jour afin de documenter le site archéologique.
Les fouilles réalisées, même si très incomplètes du fait du contexte de la Seconde Guerre mondiale, permettent de mettre au jour un certain nombre de vestiges dont ceux d'un fanum, de thermes et d'une villa, dont l'évolution entre le Ier et le IVe siècle a pu être ébauchée. La statue est pour sa part retrouvée en fragments dans un puits au sein du complexe. Le site est par la suite utilisé pour abriter une nécropole au haut Moyen Âge.
Confiée dès sa découverte à la Société des antiquaires de Normandie, la statue est très vite considérée comme une œuvre majeure d'art provincial romain car découverte dans son contexte archéologique, et elle intègre aussitôt le musée de cette société savante. Elle ne souffre pas de dommages durant les affres de la bataille de Caen de juin-juillet 1944, qui porte un coup fatal à l’institution culturelle qui l'abrite.
La statue pour sa part fait l'objet de publications après la seconde guerre mondiale et est restaurée. Conservée un temps dans les locaux de l'université de Caen-Normandie, elle est transférée en 1983 au musée de Normandie dont elle constitue l’œuvre emblématique des collections antiques. Une copie de l’œuvre est par ailleurs déposée à l'office de tourisme de la commune.

## Histoire

### Histoire antique et médiévale

Le site de Saint-Aubin-sur-Mer dans l'actuelle Normandie au Haut-Empire romain. À 16 km au nord de Caen, il se situe dans le territoire de la cité des Baiocasses.

Le territoire de l'actuelle commune de Saint-Aubin-sur-Mer a livré des « découvertes fortuites » d'artéfacts dont certains d'époque gallo-romaine depuis au moins la seconde moitié du XIXe siècle : monnaies, dont une datée de l'époque d'Auguste, bracelets, fragments de colliers de bronze, clé. Des fouilles sont réalisées dans le second quart du XIXe siècle à la suite de la fondation de la Société des antiquaires de Normandie par Arcisse de Caumont puis à la fin du même siècle, mais aucune par la suite. Des vestiges sont alors visibles non loin de la mer, dont des puits. En outre, une tradition situe un camp romain au lieu-dit Câtel. L'appellation du site Camp romain est selon Eblé « tout à fait gratuite ».

#### Découvertes antérieures à l'époque romaine
Des artéfacts de l'époque paléolithique, néolithique et de l'âge du bronze ont été retrouvés, témoignant d'une occupation ancienne du site. Cependant, tous ces éléments ont été retrouvés hors de tout contexte stratigraphique.

#### Découvertes d'époque romaine
Eblé note la découverte d'une monnaie en argent de Jules César sur le site.
Le site a livré les vestiges d'un fanum, sanctuaire de tradition gauloise, qui est daté du IIe siècle par Eblé, et réoccupe selon le fouilleur le site d'un sanctuaire plus ancien sans toutefois qu'une datation plus précise puisse être proposée. Le sanctuaire est peut-être relié à une villa romaine à une époque indéfinie, et un complexe thermal est lié à cette villa. La villa a réutilisé les vestiges du sanctuaire « après sa destruction »,. Après la destruction du premier sanctuaire, une chapelle est édifiée au IIIe siècle-IVe siècle. Une partie des rites religieux se déroulait hors des temples et n'ont pas laissé de « traces archéologiques ».
La villa rustica n'est pas antérieure à la fin du IIIe siècle dans son premier état selon Eblé. Le puits et la chapelle sont datables du début du IVe siècle. D'après des monnaies de Constantin et de Valère, la villa connaît son second état et la forme d'édifice à galerie et à tours symétriques à la fin du IVe siècle : une tour est ajoutée, le bâtiment est allongé en utilisant les bases du péribole du temple. Le péristyle comportait des colonnes. La destruction de la statue est datée de ce stade par Eblé qui considère que les propriétaires étaient alors chrétiens et détruisirent l'espace qui servait de chapelle, le destinant à la cuisine. Une troisième phase a été identifiée par le fouilleur, phase de construction négligée, avec un « mauvais mortier ».
La statue quant à elle est datée de la fin du Ier siècle. Des fragments de statues antiques ont également été découverts dans les communes proches de Bernières et Tailleville. Béquignon propose en 1949 de dater l’œuvre de la fin du Ier ou du début du IIe siècle, un fragment de céramique sigillée pourrait confirmer cette datation. Elle fut trouvée au fond d'un puits en six fragments au sein d'un fanum réutilisé en villa romaine. Les premiers éléments ont été retrouvés à une profondeur de 2,50 m. Le puits, creusé après la destruction du mur extérieur du sanctuaire, a été fouillé jusqu'à une profondeur de 8 m ainsi que les environs. Lorsque le fanum est dégagé en 1949, seules sont conservées trois assises des fondations, en grès local. Le fanum possédait un carré extérieur de 11 m de côté et un carré intérieur de 5 m. Les traces de la localisation du socle de la statue ont été identifiées par van Effenterre dans le mur intérieur ouest de l'édifice. Le mur extérieur du fanum était plein alors que celui de l'extérieur comportait un mur bas et une colonnade.

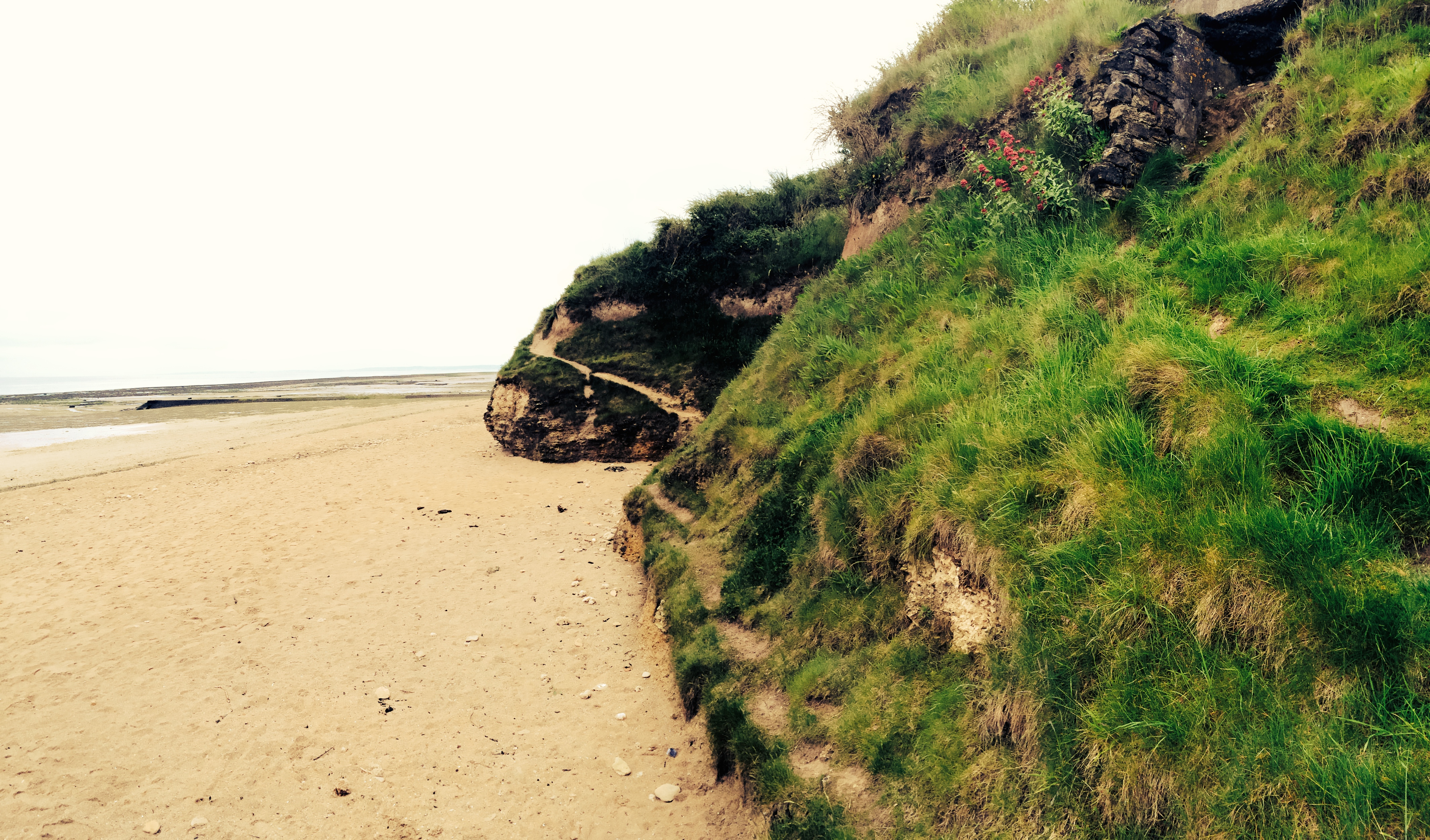
Vue de la falaise du Cap romain depuis la plage.

La statue a fait l'objet d'une destruction volontaire comme en témoigne son bris en six morceaux, elle a subi « les injures du temps et (...) la fureur des hommes ». Il a été supposé que cette destruction porte témoignage des destructions ayant entouré la christianisation des campagnes normandes. La villa quant à elle a été détruite par le feu peut-être au Ve siècle. La destruction de la statue par les premiers Chrétiens à la fin du IVe siècle est possible mais Ward-Perkins considère que l'absence de destruction simultanée de l’œuvre et du temple peut mettre à mal cette hypothèse car le temple est détruit longtemps avant le puits qui contenait les fragments. La statue a pu être détruite longtemps après le mouvement iconoclaste lié à la christianisation, dans une volonté ultérieure de faire disparaître des traces de paganisme. La question de la destruction par des moines ou un propriétaire désireux de se débarrasser d'un objet devenu inutile ne peut être tranchée. La destruction d'un ancien temple païen pour des motifs religieux est complexe à prouver au plan archéologique car les matériaux font l'objet d'un remploi.

#### Au haut Moyen Âge une nécropole franque
Le site est utilisé au haut Moyen Âge comme nécropole dont 38 tombes sont retrouvées de septembre 1942 à novembre 1943. Ces sépultures, orientées ouest-est et profondes de 0,70  à   1,20 m, sont dépourvues de mobilier. Une monnaie, datée du règne de l'empereur Constantin, a été retrouvée à proximité. D'autres monnaies similaires ont été retrouvées dans la commune au milieu du XVIIIe siècle et en 1940. Ces sépultures ont été datées de l'époque franque. 41 sépultures sur 12 ou 13 rangs sont fouillées par Eblé sur 25 ares, le même indique la découverte antérieure de sarcophages sur le site du Cap romain. Les corps étaient « couchés sur le dos et allongés », tête à l'ouest et bras allongés. Cette nécropole date de l'époque mérovingienne. Quelques sépultures ont été fouillées en 1959 dans un terrain situé à l'ouest de la zone dégagée dans les années 1940, sépultures rudimentaires mais au caractère chrétien. Les défunts n'étaient pas enterrés en cercueils mais dans un linceul, le corps étant protégé par des dalles de calcaire coquillier. Des fragments de céramiques gallo-romaines ont été retrouvés lors de ces fouilles.

### Redécouverte et mise en valeur

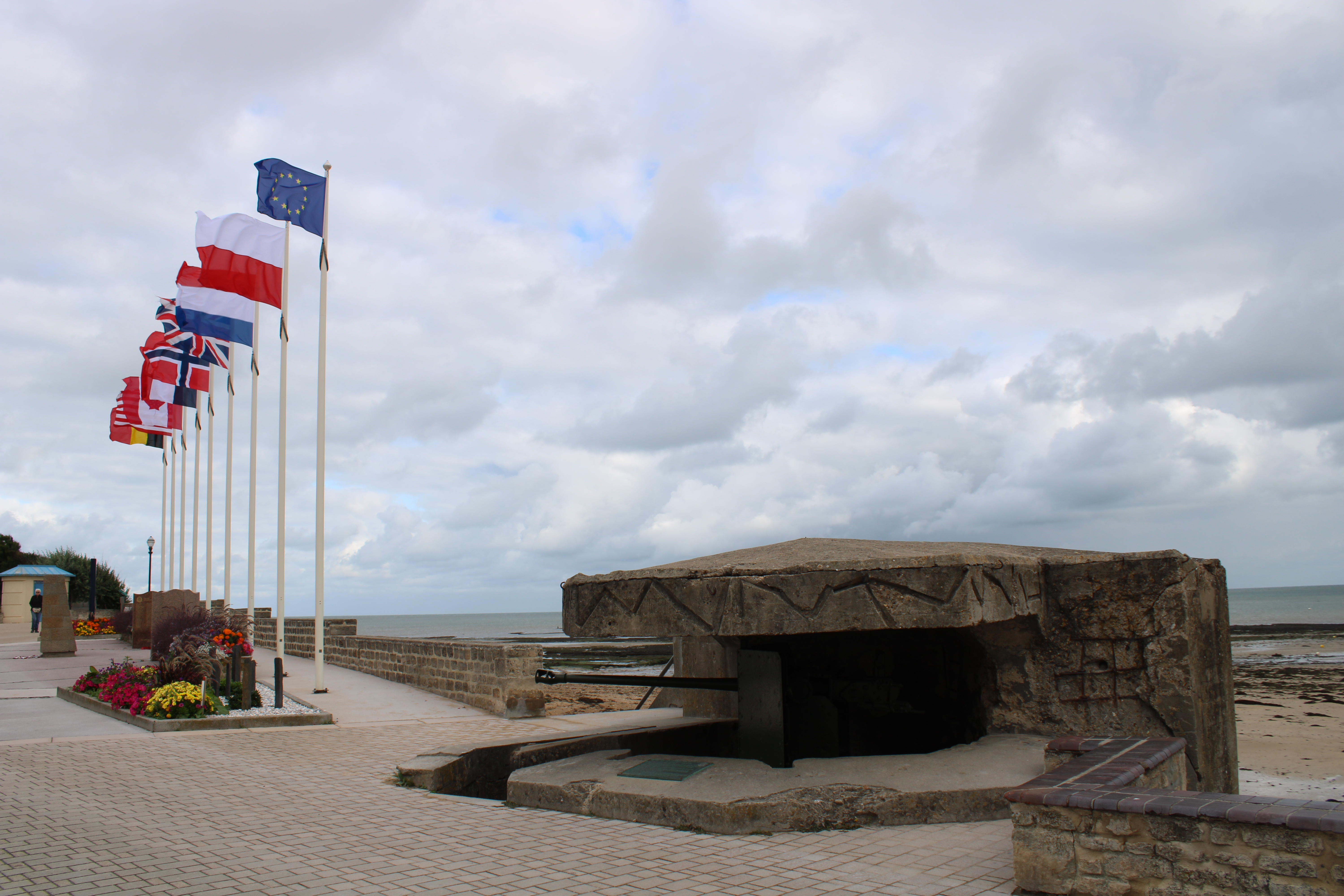
Canon antichar du Mur de l'Atlantique conservé à proximité de la plage de Saint-Aubin-sur-Mer.

#### Découverte fortuite
En 1942, la partie supérieure de la falaise est dégagée des villas contemporaines qui l'occupaient par les forces d'occupation allemandes lors de travaux entrepris sur le lieu-dit Cap-Romain. Du fait des conditions de découverte la trouvaille manque de preuves permettant une datation assurée.
Un officier allemand, Eugen Eblé, arrive à Saint-Aubin en mars 1942. Originaire de Lörrach, instituteur de profession, il est « antinazi » d'après Béquignon, qui note que « M.Eblé donna des preuves réelles de ses véritables sentiments, et cela en pleine guerre, risquant sa vie et des représailles ». Alors que trois blockhaus sont sortis de terre et des fosses creusées, il effectue dans des conditions difficiles un travail de collecte et de relevés. Il est aidé par Hans Möbius, chargé de mission archéologique dans l'armée allemande et par le français Yves Béquignon. Les recherches sont liées exclusivement aux « nécessités militaires » et Eblé parvient cependant à faire quelques « vrais sondages archéologiques » même si les conditions de fouilles sont très difficiles. Il considère à la fin des années 1940 que ses travaux possèdent un « caractère fragmentaire et provisoire ».
Eblé reconnaît dans les débris un tombeau, des vestiges romains de tuiles et de sigillée. La statue est découverte le 5 avril 1943 en fragments dans un puits, avec des blocs de grès, des charbons, des tessons de tuiles et de céramiques, des clous ainsi que des ossements d'animaux.

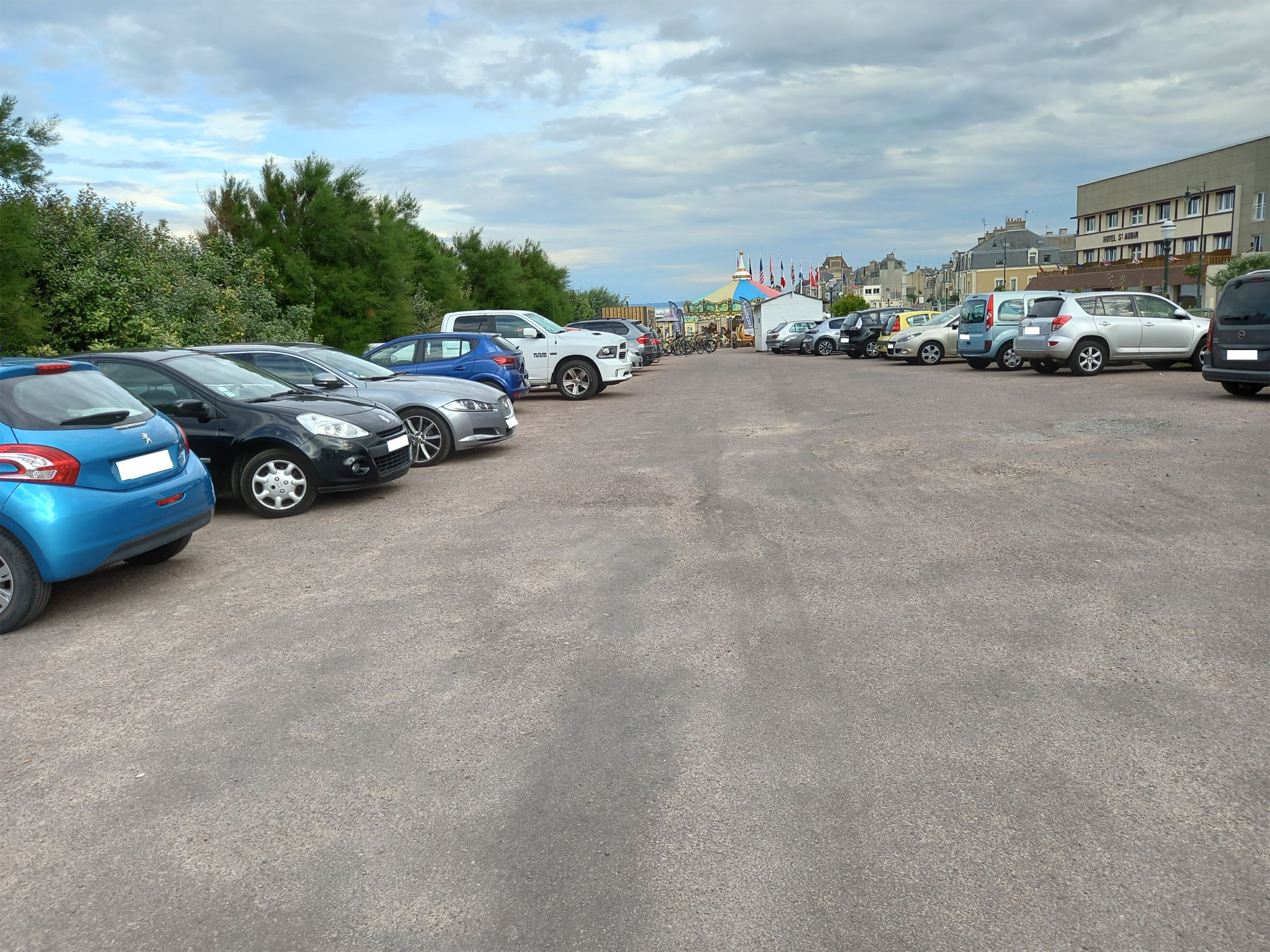
Site actuel de la villa au Cap romain.

La statue est remise aussitôt à la municipalité qui la confie au musée des antiquaires de Normandie en juillet 1943 et elle est épargnée lors des bombardements de Caen de juin-juillet 1944. La statue est réparée provisoirement par le docteur Gosselin, directeur du musée.

#### Recherches ultérieures et mise en valeur

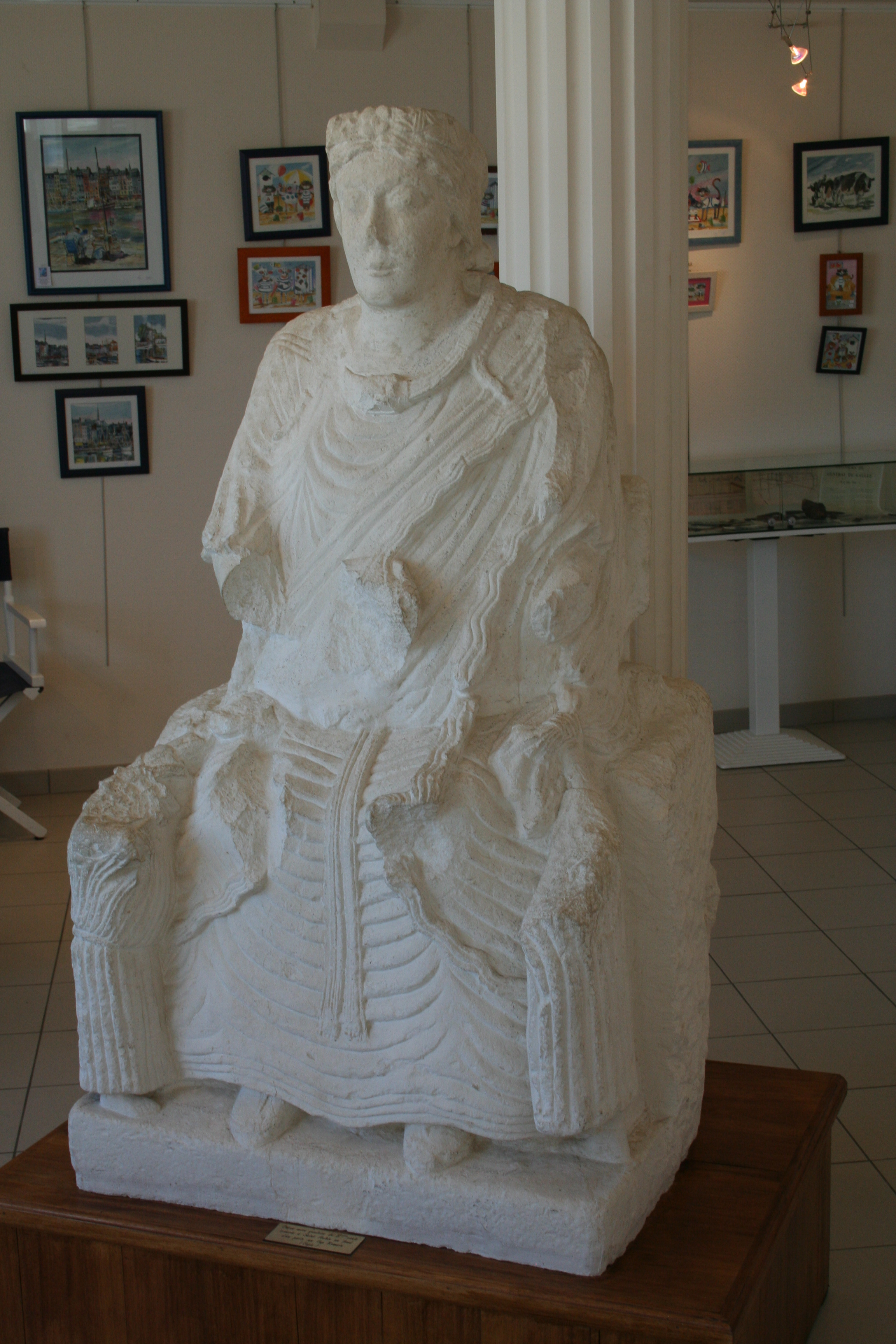
Vue de la statue de la déesse (copie de l'office du tourisme).

Le Comité des fouilles et la municipalité accordent une subvention pour la reprise des recherches avant la reconstruction des bâtiments qui avaient occupé le site. Les fouilles sont alors reprises en juillet-août 1949 et financées par la commune. La partie méridionale du fanum est dégagée. Des tessons de céramique commune et de céramique sigillée sont retrouvés lors des fouilles, ainsi qu'un fragment de stèle avec deux pieds et un fragment de l'élément de contrepoids du puits. La zone fouillée est recouverte par un golf miniature et un terrain de jeux. Le site est au début du XXIe siècle occupé par un parking, et son souvenir est rappelé uniquement par une signalétique installée par les services municipaux.
Du fait de l'importance de la découverte, la statue fait l'objet d'une restauration importante après 1949 et elle est classée monument historique en 1951.
Longtemps conservée ainsi que le marbre de Thorigny dans les locaux de l'université de Caen bien que remise à la Société des antiquaires de Normandie, elle est finalement déposée au Musée de Normandie en 1983, une copie étant remise à l'office du tourisme de sa commune de découverte.

## Description

### Description dufanumet de lavilla
Le fanum est comparable à d'autres édifices de la future Normandie et est situé sur une voie romaine. Le fanum est « antérieur aux autres constructions » retrouvées sur le site. Sous un dallage, le fouilleur a reconnu des vestiges de fondations d'un édifice plus ancien en bois sur une base de pierres, peut-être à finalité religieuse et en liaison avec des « blocs erratiques » présents sur la côte face au cap romain. Cet édifice est peut-être la première forme de l'édifice religieux reconnu.
Le site a livré un petit fanum quadrangulaire, fouillé partiellement mais au plan connu, le mur nord de la cella faisant 5 m de long et 0,93 m d'épaisseur, dont les fondations retrouvées étaient en grès et mortier de chaux. Ces fondations possédaient lors des fouilles une largeur de 0,70 m à 0,90 m. Le mur extérieur mesurait pour sa part 11 m. Un passage de 0,70 m était présent entre les deux structures. Des vestiges de tuiles ont été retrouvés à proximité. Le centre de l'édifice était le sanctuaire stricto sensu alors que la partie extérieure supportait les piliers d'un préau. Le temple était ouvert sur le nord « pour dominer la mer ».
Béquignon considère qu'au nord à 21 m est situé un péribole et à 2 m se trouvait une « maison du gardien ». Une monnaie datée du règne de Maximien a été découverte non loin du péribole. Une entrée et une salle destinée aux réunions étaient présentes ; le site a livré des cuillers en bronze et des bracelets lors de fouilles anciennes.
Non loin du fanum, à 17,50 m au nord, se trouve une salle à absides de 10,50 m sur 11 m : cet édifice, des thermes, possédait un sol couvert de terre cuite. L'édifice était en pierre de taille, les murs étaient enduits et le sol était couvert de mosaïques. Des fours fouillés partiellement étaient localisés à l'est et à l'ouest, constructions de mauvaise qualité ; ces fours ont servi au complexe balnéaire mais aussi à cuire des aliments. Les absides ont été ajoutées dans un second temps.
Une annexe située à l'est possédait un sol de grès et un décor d'enduit peint de couleur rouge pompéien interprété comme une maison de gardien et un espace destiné à la vente d'offrandes. Des fosses ont été retrouvées, l'une contenant de la chaux et du mortier rouge et dans l'autre de la chaux.
La villa possédait à son apogée une galerie de façade longue de 32 m sur 5 et deux pavillons à l'ouest et à l'est, larges de 6,50 m et longs de 8 m. Une salle située au sud-est mesure 8 m sur 13 m. La première forme de la villa possédait une tour qui devait être pour l'essentiel en bois et pour laquelle on a retrouvé des vestiges de charbons de bois. Les fondations de la villa étaient en grès et mortier. Un des murs de l'édifice prenait appui sur un mur du complexe cultuel, un puits est ajouté et une chapelle permet de poursuivre le culte rendu à la statue de déesse-mère. Le puits, « certainement postérieur au fanum », est situé dans le mur extérieur de l'édifice. D'un diamètre de 1,20 m, il est construit sur une hauteur de 2,90 m et s'enfonce jusqu'à une profondeur de 8 m dans la falaise. La statue a été jetée dans ce puits alors qu'il était déjà en partie comblé. La margelle du puits est en blocs de grès. La fouille s'est arrêtée à une profondeur de 8 m du fait de l'eau présente à ce stade . Il y avait peut-être d'autres puits mais l'hypothèse n'a pu être vérifiée du fait du contexte des fouilles.
La villa était liée à d'autres éléments par des chemins pavés dont des « amorces » ont été retrouvées. En outre, deux autels ont été identifiés. Deux bâtiments ont été identifiés vers l'ouest, qui devaient être en bois. Une partie du site archéologique a dû être englouti par la mer et l'érosion de la falaise.
| Vue de deux édifices dont l'un à gauche est entouré d'une galerie munie de colonnes                |
| Reconstruction du temple gallo-romain de Pommern au Martberg dans l'Eifel. (image d'illustration). |

| Maquette d'une villa romaine avec galerie en façade et deux pavillons sur chacun des côtés                                  |
| Maquette d'une villa à galerie de façade et pavillons près de Weinbergshof (Treuchtlingen, Bavière) (image d'illustration). |

|                                                                               |
| Évocation du fanum d’Uxello (Oisseau-le-Petit, Sarthe) (image d'illustration) |

|                                                             |
| Plan général des fouilles archéologiques réalisées en 1942. |

|                                                                                 |
| Plan du bâtiment C créé à partir des fouilles archéologiques réalisées en 1942. |

### Description de la statue et de ses ornements

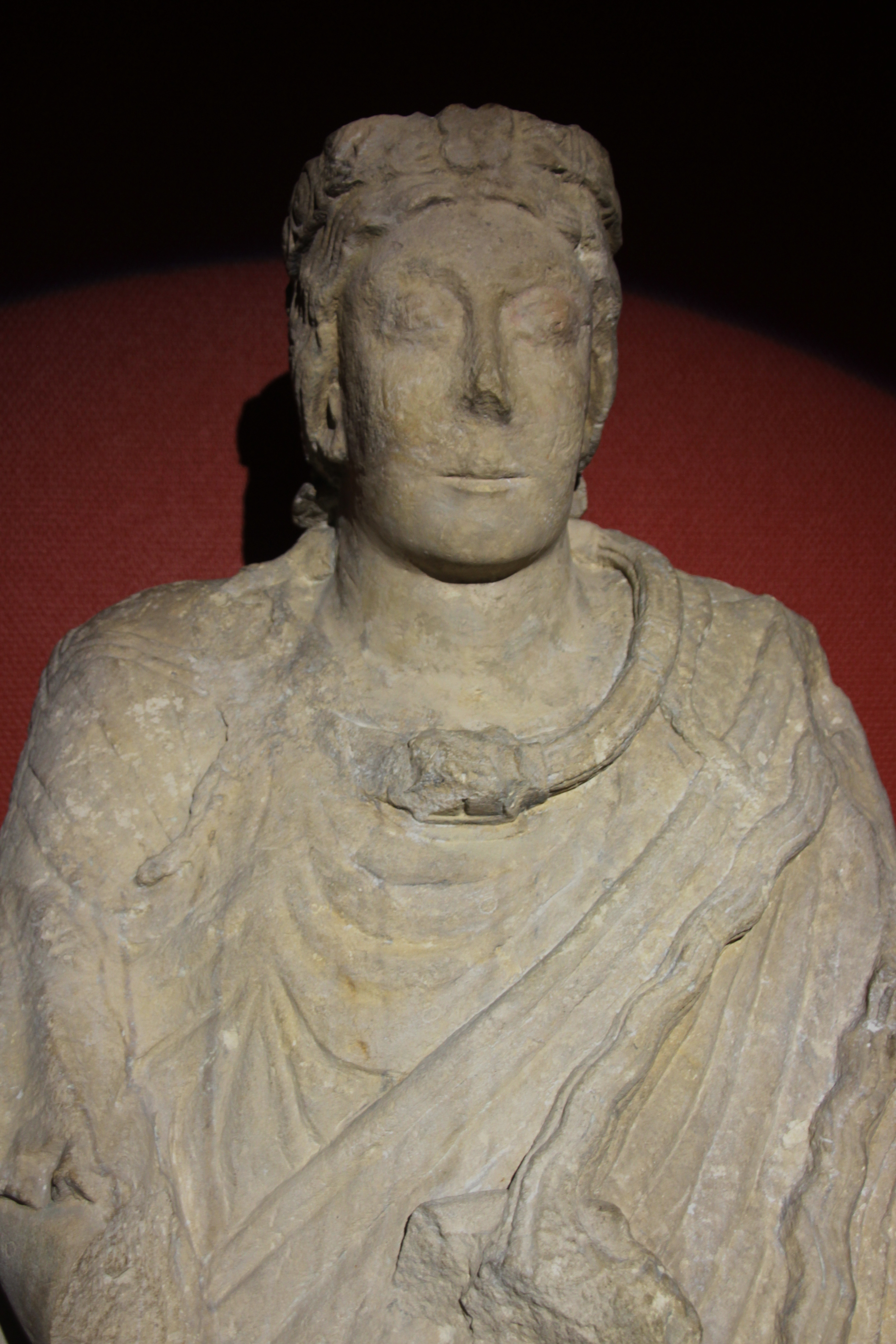
Partie supérieure de la statue, avec le torque.

Haute de 1,40 mètre, la statue de calcaire, en pierre de Caen, est en relativement bon état, les morceaux découverts ayant pu s'ajuster de manière convenable. Les cinq éléments de la statue sont découverts à une profondeur de 2,50 m-3,40 m avec des fragments du socle, qui sont perdus peu après car réutilisés comme matériau. La statue, évidée sur l'arrière du siège de la déesse, devait être mise en relation avec un piédestal.
La déesse, aux « formes massives » est assise dans un fauteuil « grossièrement taillé ».
Le visage est traité de façon « sommaire » selon Béquignon, les yeux sont saillants et la tête possédait un long cou. L’œuvre est pleine de « gaucheries et de maladresses ».
Deux enfants situés à ses pieds et s'accrochent au manteau de la divinité : un garçon et une fillette. La fillette est munie d'une patère et le garçon tient la main de la divinité.
La divinité possède un certain nombre d'ornements parmi lesquels un diadème posé sur la tête, richement travaillé sur l'avant en métopes ornées sur la face de « rosette à quatre pétales » et sur les côtés d'« oves et (...) fleurs stylisées ». Béquignon suppose qu'un couvre-chef recouvrait la tête. Selon le même une calotte était peut-être présente au-dessus du diadème présent sur la tête de la déesse.
Le cou est orné d'un torque, ornement répandu dans les représentations de divinités celtiques. Celui de la divinité est constitué de « chaînettes reliées entre elles par un fermoir central ».
La déesse est vêtue d'une tunique aux plis savamment ouvragés, une stola retenue sur l'épaule gauche par une « agrafe » et également un manteau de type palla. Le manteau est muni de plis disposés de façon symétrique et qui ont un « caractère conventionnel ». Une ceinture appelée cingulum par Béquignon est également présente. Elle porte aussi des sandales pourvues d'une lanière de cuir,.
On suppose, selon l'iconographie attachée à ce genre de représentations, qu'elle devait tenir dans ses mains une patère et une corne d'abondance.

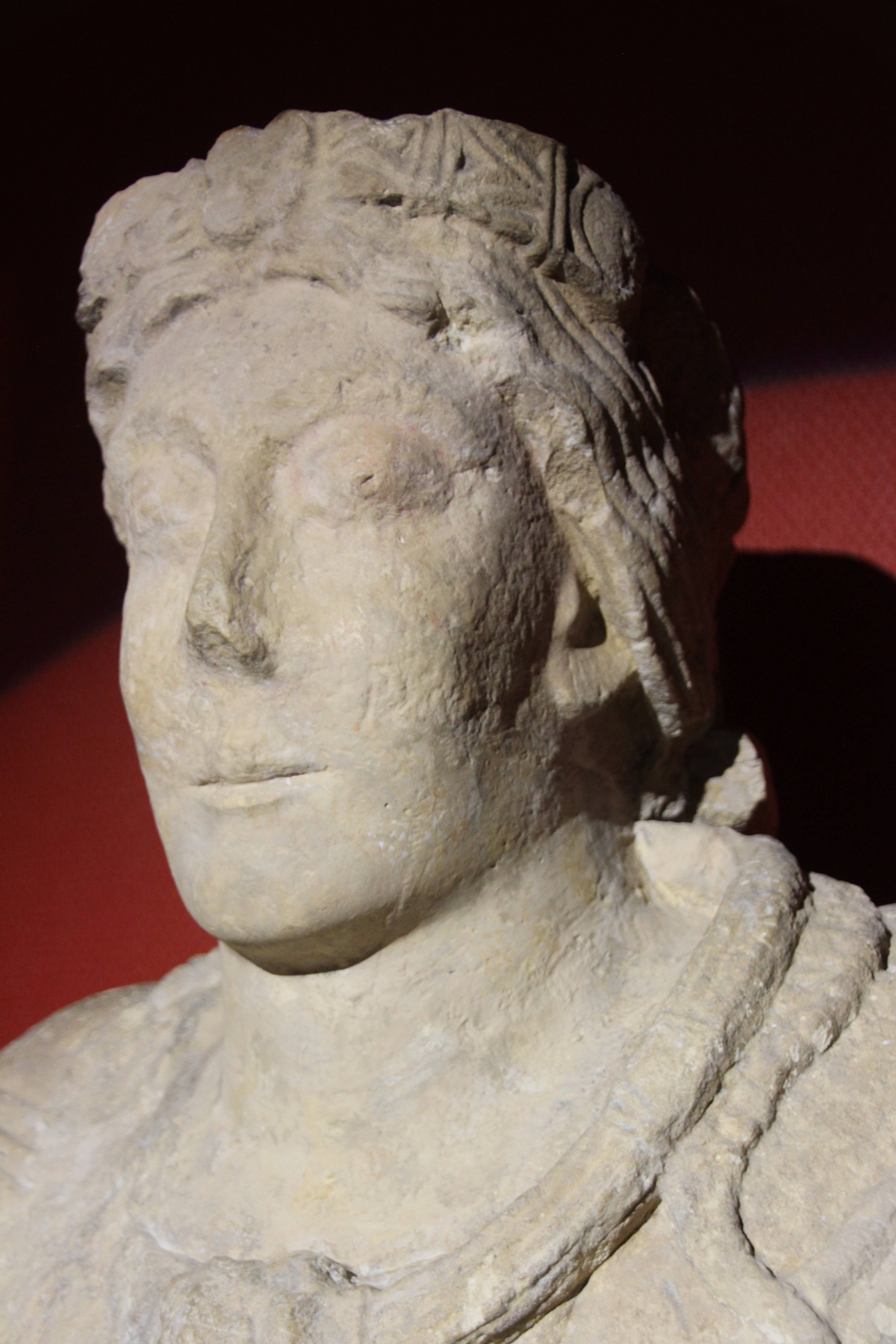
Détail de la statue, la tête.
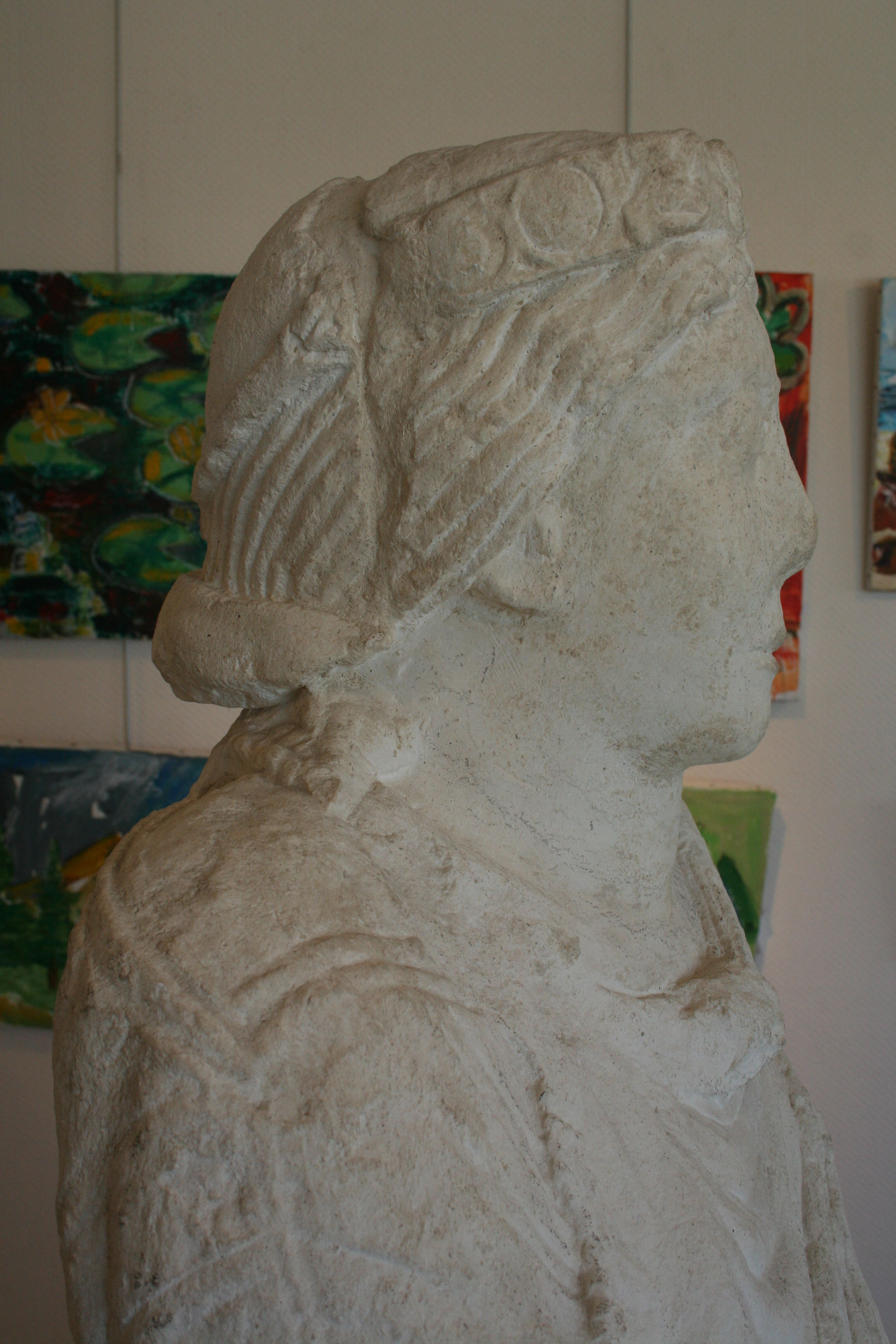
Détail, la tête vue du côté droit (copie de l'office du tourisme).
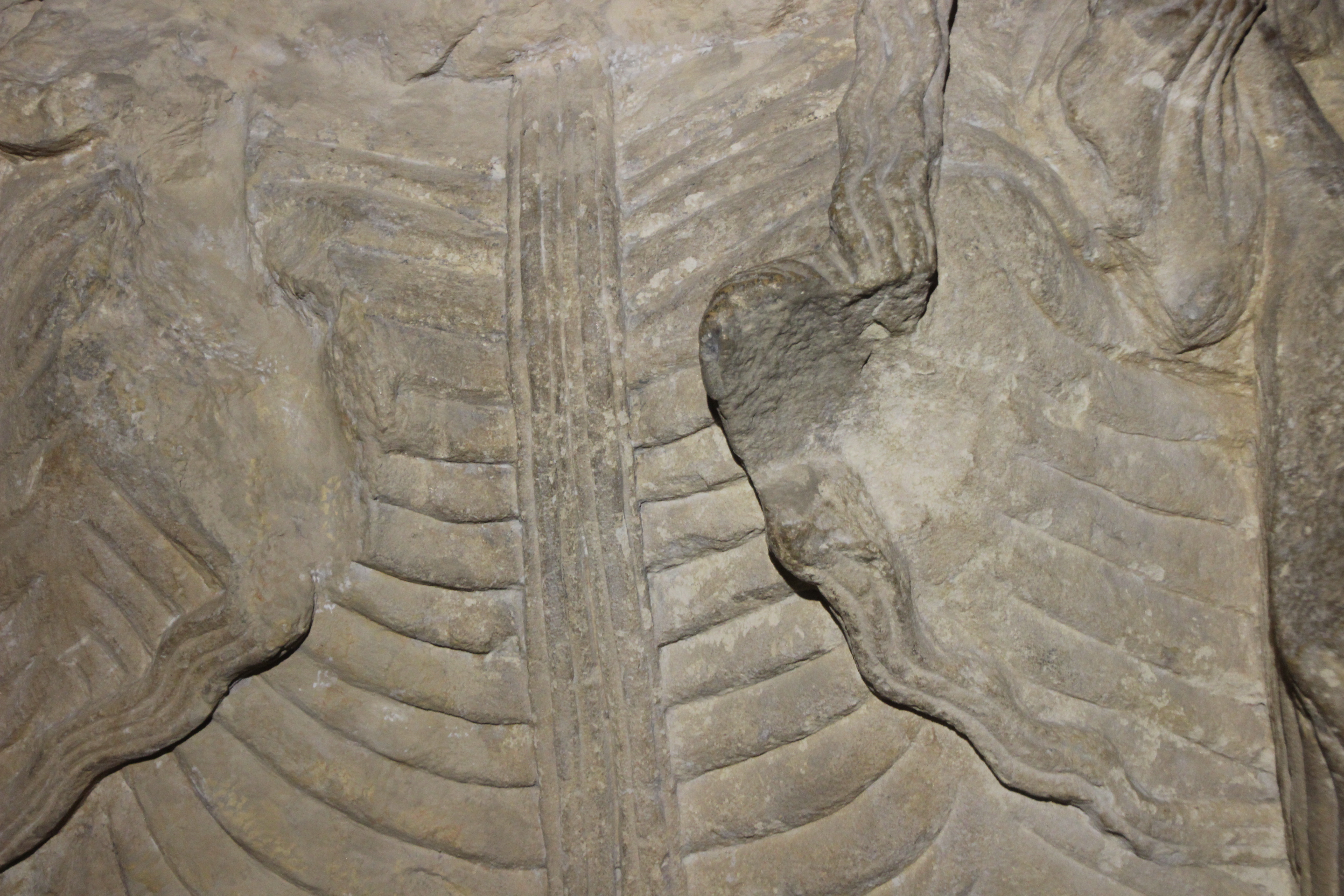
Détails des plis de la tunique de la statue.
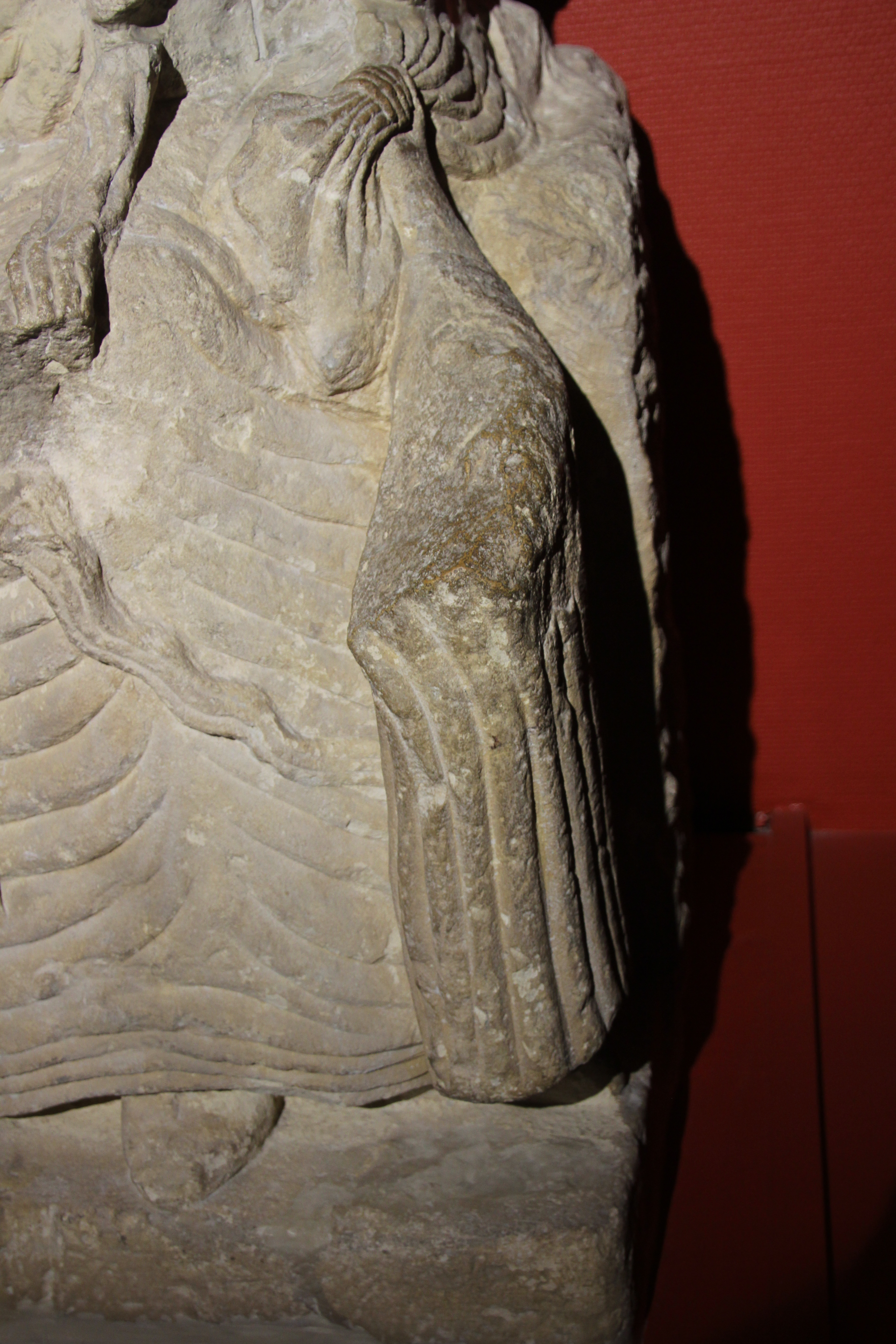
Vue de détail d'un des deux enfants tenant la déesse par son vêtement.

## Interprétation
Les conditions de découverte liées aux circonstances peuvent questionner les interprétations à donner à l’œuvre.

### Exemple d'art provincial romain
La déesse-mère de Saint-Aubin-sur-Mer est un exemple d'art provincial romain dont la problématique est soulignée par Jean-Jacques Hatt en 1957. Raymond Lantier dès les années 1930 effectue des « recherches sur la permanence des traditions d'art celtique à l'époque romaine ». Hatt souligne l'importance de l'étude des œuvres dans l'« examen chronologique de son contexte archéologique ». De même, la rigueur des méthodes ainsi que la précision des observations sont fondamentales. Les vêtements et coiffures sont des critères utiles pour dater, quand le contexte est mal connu. L'art gallo-romain archaïque est un mélange de « tradition indigène et [de] techniques plastiques du monde classique ». Les représentations des visages restent marquées par l'expressionnisme, avec une représentation figée et hiératique ; les divinités celtiques sont représentées avec un « aspect figé et fascinant ».
Jusqu'au Ier siècle, l'art gallo-romain conserve des « survivances religieuses, artistiques et techniques » et les œuvres témoignent d'une romanisation progressive, l'époque archaïque gallo-romaine débute selon Hatt à partir du règne de Claude, « période d'assimilation, sur le plan culturel comme sur le plan politique ». Hatt signale dans la statue de Saint-Aubin-sur-Mer une incompréhension de l'artiste pour le drapé du vêtement qui ne souligne pas le corps de la déesse, ce sont des « plis copiés sur un modèle mal compris ». Selon lui, le détail du drapé relève d'une copie tardive de modèles archaïques, et il date prudemment l’œuvre de la fin du Ier siècle-début du IIe siècle. Ces copies ont été répandues selon le même jusqu'au milieu du IIe siècle.

### Symbolisme
La présence de lieux de culte dans des villæ est attestée sur d'autres sites archéologiques. Selon le fouilleur, le fanum de Saint-Aubin est d'un « type (...) classique dans le Nord de la Gaule, les îles britanniques, la Suisse et sur les bords du Rhin ».
La statue est identifiée immédiatement du fait de ses attributs comme étant « une divinité gauloise », plus précisément une Abondance ou déesse-mère. Le thème de la déesse mère est répandu à l'époque gallo-romaine, dispensatrice de protection et de fécondité pour les fidèles. Les statuettes de déesse-mère sont connues en contexte domestique.
La taille de la statue permet de supposer qu'elle avait une destination cultuelle, dans un temple ou dans un fanum. L'existence de la statue alors que le fanum était détruit au moins partiellement et réutilisé comme villa pose question, qui serait tranchée selon Béquignon si une « fouille exhaustive » de l'environnement était réalisée.
La déesse mère est appelée Matrona (lire Mātrona) en gaulois et a laissé d'innombrables traces dans la toponymie, aussi bien dans les noms de lieux proprement dits que dans les hydronymes. On compte par exemple : Maromme (Seine-Maritime, Matrona en 1028 - 1034); Mayronnes (Aude, Matrona 892) avec accent latin sur le ó (Matróna), ainsi que Marnes (Deux-Sèvres, Madronas VIIe siècle); la Marne avec accent gaulois sur le á (Mátrona), etc., etc. Il faut aussi prendre en considération les nombreuses dédicaces aux Matronae que l'on trouve en Gaule, qui forment un total de 84 mentions. Le nom trouve son équivalence dans celui de la déesse galloise Modron. Il s'agit d’un dérivé du gaulois matir (lire mātīr) « mère » attesté dans le plomb du Larzac, proche parent du vieil irlandais mathair « mère » et membre de la famille indo-européenne avec le latin mater, grec meter, sanskrit matar, germanique moder (> anglais mother, allemand Mutter, islandais móðir, etc.), etc.

### Exemple rare

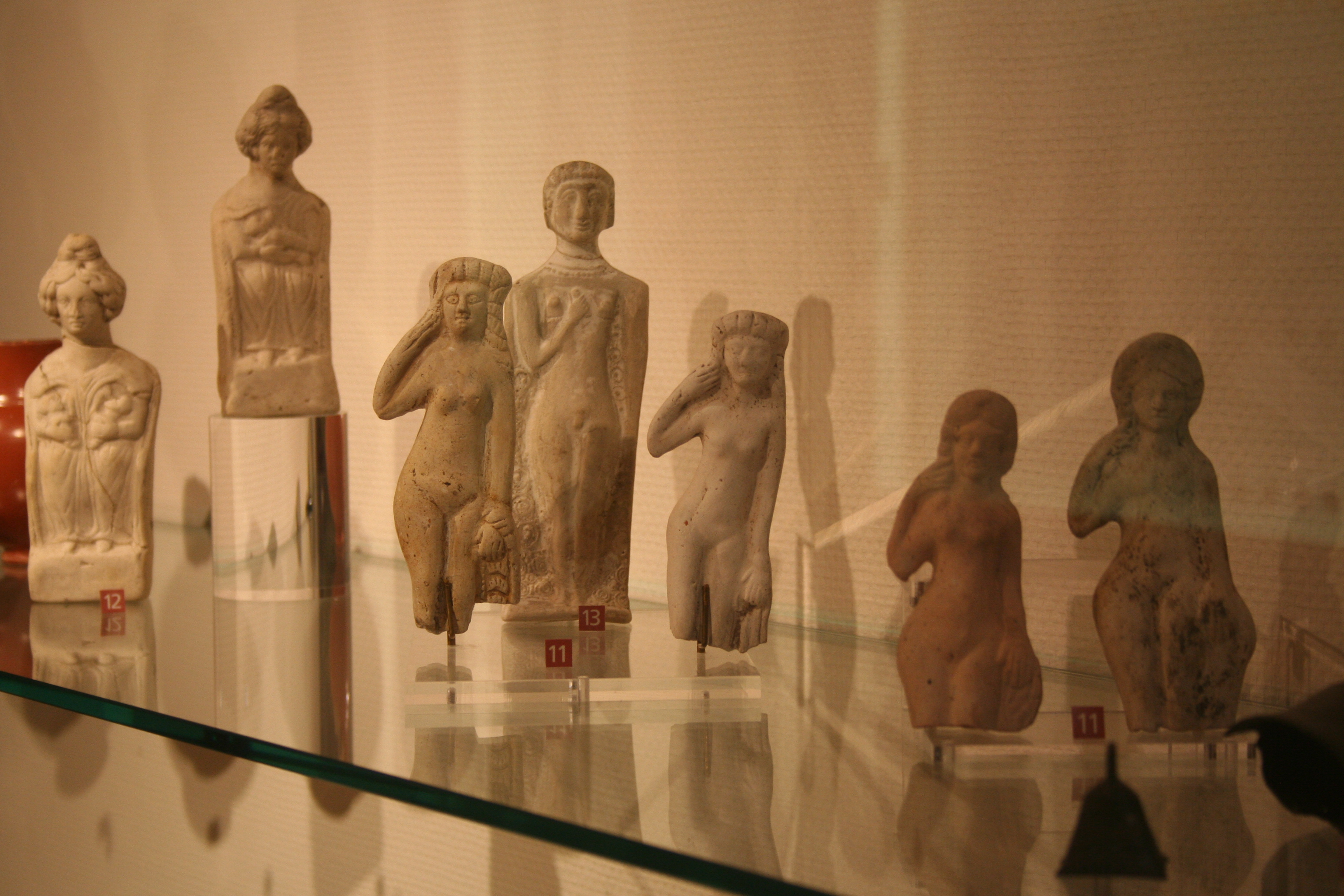
Statuettes de terre-cuite au musée de Normandie, dont des déesses-mères sur la gauche, allaitant des enfants.

La découverte est vite considérée comme exceptionnelle, en effet à la date de sa découverte « c'est la première fois qu'une statue de culte peut être mise en toute certitude en rapport avec un [...] fanum ».
Le mode de figuration de la déesse-mère assise est fréquent en Gaule, avec « une dispersion du type en Gaule ». La statue possède des similitudes avec des œuvres grecques archaïques « par l'intermédiaire de statues romaines » selon Béquignon.

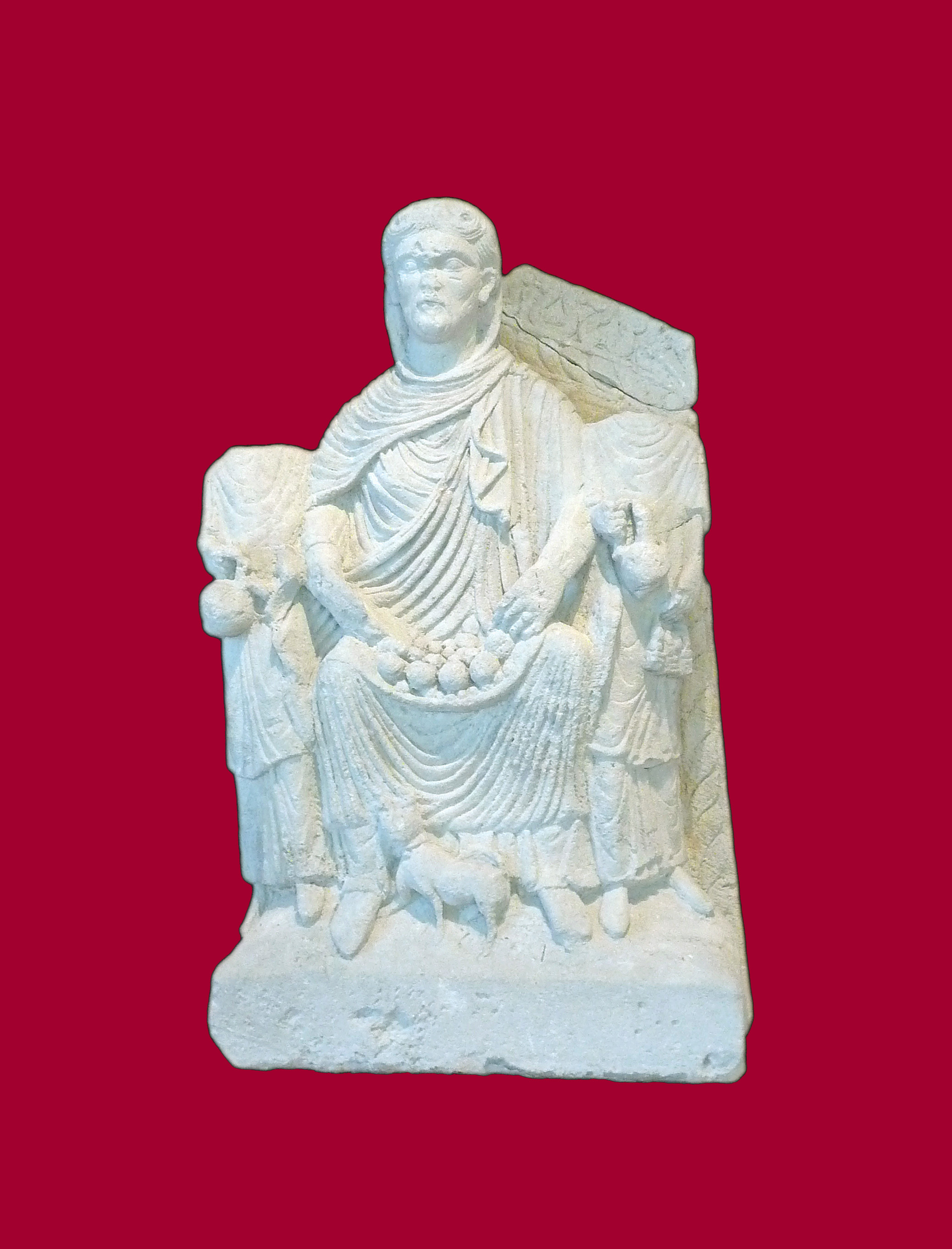
Déesse-mère de Nasium exposée dans le Château des ducs de Bar.

La taille de l’œuvre est très rare, les figurations étant habituellement modestes. De nombreuses statuettes de déesse-mère ont été retrouvées et présentes dans les musées. Un seul autre exemple de grande statue est connu à ce jour en France, à Nasium, qui mesure 1,57 m et est daté du Ier siècle même si cette datation a été discutée. Elle est flanquée de deux personnages féminins et possède la même attitude que la statue de Saint-Aubin. Cette œuvre diffère de la statue de Saint-Aubin-sur-Mer car la divinité porte un capuchon mais également d'autres caractéristiques liées tant aux accessoires, aux plis des vêtements qu'à la présence d'éléments supplémentaires.
Une autre statue d'environ un mètre de haut a été trouvée à Sommerécourt et tient une corne d'abondance et un vase. Les deux statues de Sommerécourt et Naix sont datées du règne de Claude par Hatt. Le site archéologique d'Alésia a aussi livré une statue de 49 cm portant une patère et avec un traitement similaire de la chevelure. La statue de Saint-Aubin diffère également par des détails de la sculpture. Peuvent être citées des œuvres conservées au musée de Bonn et provenant de Nickenich, dont l'une mesure 1,77 m sur lesquelles une femme porte un torque comparable à la statue.
La « modeste déesse d'un sanctuaire rustique » possède une place à part et mérite selon Béquignon « une place de choix dans l'histoire de la sculpture gauloise ».

### Témoignage de la transition entre paganisme et christianisme dans l'espace de la future Normandie occidentale?
La connaissance de la période transitoire entre paganisme et christianisme du IVe siècle au VIe siècle est complexe et difficile à appréhender dans l'ancienne Basse-Normandie du fait de sources et de problématiques d'interprétation. Le paganisme n'est plus attesté après la fin du IVe siècle et semble plus lié à « un désintérêt progressif » qu'à une disparition violente. Les sites religieux connus, comme les fana, sont abandonnés au IIIe siècle et parfois dès le IIe siècle du fait du contexte économique et politique et la fin du modèle de l'évergétisme qui avait prévalu jusqu'alors.
La destruction du site de Saint-Aubin-sur-Mer est l'un des huit exemples de destruction violente connus en Gaule. La destruction violente est considérée comme « la preuve de l'abandon de la foi païenne par les occupants de la villa ». Les récits hagiographiques de saint Vigor évoque une destruction d'un temple païen sur ordre de Childebert Ier et non par les premiers chrétiens, et le récit de saint Pair évoque un abandon du lieu de culte. Les travaux tardifs sur les édifices fouillés dont celui de Saint-Aubin-sur-Mer ne sont peut-être pas liés à une fonction cultuelle. Le christianisme est attesté au plan archéologique au IVe siècle mais concerne alors uniquement les villes, il semble y avoir eu une « coexistence de la religion traditionnelle avec un christianisme urbain » avec toutefois une disparition de l'organisation du culte païen au siècle suivant,. Les temples connus dans la région « semblent » abandonnés de façon pacifique au IVe siècle sauf sur le site de Saint-Aubin-sur-Mer. Les « derniers lieux de culte païens » sont présents en secteur rural. Un graffito représentant le Christ avec un larron a été découvert dans la villa du Poirier à Frénouville, cet artefact est daté du Ve siècle et est conservé au musée archéologique de Vieux-la-Romaine. La christianisation des campagnes semble à l’œuvre au VIe siècle et plus superficielle qu'ailleurs, elle est effective au VIIe siècle en particulier en contexte funéraire.